# Michael Futa
Michael Futa (Toronto, 28 ottobre 1967) è un dirigente sportivo, ex hockeista su ghiaccio e allenatore di hockey su ghiaccio canadese, dal 2014 vicepresidente dei Los Angeles Kings.

## Carriera

### Giocatore
Dopo la carriera universitaria (fu capitano della squadra della York University), ebbe una breve carriera da professionista, svolta interamente in Europa: per due stagioni nel massimo campionato danese (Gladsaxe e Herning, con cui vinse il titolo), e per due nella terza serie tedesca con il REV Bremerhaven.

### Allenatore
Appesi i pattini al chiodo non ancora trentenne, divenne primo allenatore dei St. Michael's Buzzers nella lega giovanile OPJHL per la stagione 1996-1997.
L'anno successivo divenne assistente allenatore di Mark Napier ai St. Michael's Majors, in Ontario Hockey League. Fu confermato anche per la stagione 1998-1999, e quando Napier, dopo quattordici incontri con due sole vittorie, fu sollevato dall'incarico, Futa ne prese il posto e vi rimase fino al 2000.
Tra il 2000 ed il 2002 fu assistente allenatore degli Oshawa Generals (sempre in OHL), per quella che fu la sua ultima esperienza in panchina, affiancando a quel ruolo quello di assistente general manager.

### Dirigente
Dal 2002 al 2007 ricoprì il ruolo di general manager degli Owen Sound Attack, per essere poi chiamato a dirigere, assieme a Mark Yannetti, gli scout dei Los Angeles Kings.
Dopo sette stagioni in questo ruolo fu promosso vicepresidente con delega all'attività hockeistica e direttore del personale.

## Palmarès

### Club
- Campionato danese: 1

Herning: 1994-1995